# ミルティン・スレドイェヴィッチ
ミルティン・スレドイェヴィッチ（Milutin Sredojević セルビア語: Mилутин Cpeдojeвић、1969年9月1日 - ）は、ユーゴスラビア（現・セルビア）出身の元サッカー選手。ザンビア代表監督。サッカー指導者。

## 監督として
2011年11月1日、ルワンダ監督に就任、2013年4月17日に解任された。2013年5月、ウガンダ代表監督に就任。

## タイトル

### 指導者時代
SCヴィラ
- ウガンダン・スーパーリーグ：3回（2002、2003、2004）
- ウガンダカップ：1回（2002）
- カガメ・インタークラブカップ：1回（2003）

ケドゥス＝ギオルギスSC
- エチオピアン・プレミアリーグ：5回（2004-05、2005-06、2007-08、2008-09、2009-10）
- エチオピアスーパーカップ：2回（2005、2009）

アル・ヒラル・オムドゥルマン
- スーダン・プレミアリーグ：1回（2010）
- スーダンカップ：1回（2011）

ウガンダ代表
- CECAFAカップ：1回（2015）

アル・ザマレク
- エジプト・カップ：1回（2018-19）

個人
- ウガンダン・スーパーリーグ年間最優秀監督：3回（2002、2003、2004）
- エチオピアン・プレミアリーグ年間最優秀監督賞：5回（2004-05、2005-06、2007-08、2008-09、2009-10）
- スーダン・プレミアリーグ年間最優秀監督賞：1回（2010-11）
- プレミアサッカーリーグ月間最優秀監督：1回（2018年1月）